# کارلوس آلکساندر سوزا سیلوا
کارلوس آلکساندر سوزا سیلوا (به پرتغالی: Carlos Alexandre de Souza Silva) مهاجم اهل برزیل است که در شهر Duque de Caxias و در تاریخ ۱ اوت ۱۹۸۶ به دنیا آمده‌است.
کارلوس آلکساندر سوزا سیلوا در تیم‌های فوتبال São Cristóvão سابقهٔ حضور دارد.